# Novaia Jizni, Stînga Nistrului
Novaia Jizni este un sat din cadrul comunei Ofatinți din Unitățile Administrativ-Teritoriale din Stînga Nistrului, Republica Moldova.
1. ↑  Енчиклопедия Советикэ Молдовеняскэ. Волумул 4 (Л-Нянюл) (în Moldovan), Chișinău, 1974
2. ↑   https://web.archive.org/web/20231024224212/https://date.gov.md/ro/system/files/resources/2015-11/coduri%20postale%20RM.xlsx, arhivat din original la 24 octombrie 2023 Lipsește sau este vid: |title= (ajutor)